# Chelonus carbonator
Chelonus carbonator är en stekelart som beskrevs av Marshall 1885. Chelonus carbonator ingår i släktet Chelonus och familjen bracksteklar. Utöver nominatformen finns också underarten C. c. asiaticus.